# Jämten
Jämten är Jämtlands läns museums, Jämtlands läns hembygdsförbunds, och Jämtlands läns konstförenings   årsbok.

## Historia
Jämten har utkommit sedan 1906, och är därmed en av Sveriges äldsta hembygdsböcker. Den utgavs de första åren privat av de jämtska hembygdspionjärerna Erik "Äcke" Olsson och Anders Backman, men utges sedan år 1913 av Jämtlands läns museum i Östersund. Innehållet består huvudsakligen av artiklar om kulturhistoria, lokalhistoria, konst och natur med anknytning till Jämtland och Härjedalen, och många av årsböckerna har ett tema. Jämten innehåller många bilder och populärartiklar, och blev förmodligen förebild för många av de årsböcker som senare började utges av museer och hembygdsorganisationer i övriga Sverige. 
Under Eric Festins långa redaktörstid (1913–1944) blev den en populär och samlande publikation för alla hembygdsintresserade jämtar och härjedalingar. Han uppmuntrade också många lokala skribenter i länets alla byar att skicka in bidrag, och under hans tid var den sålunda en verkligt folklig skrift.
Upplagan trycks för närvarande[när?] i omkring 7000 exemplar.